# Kazimierz Świstelnicki
Kazimierz Świstelnicki herbu Sas (ur. 1850, zm. 1934) – polski urzędnik kolejowy.

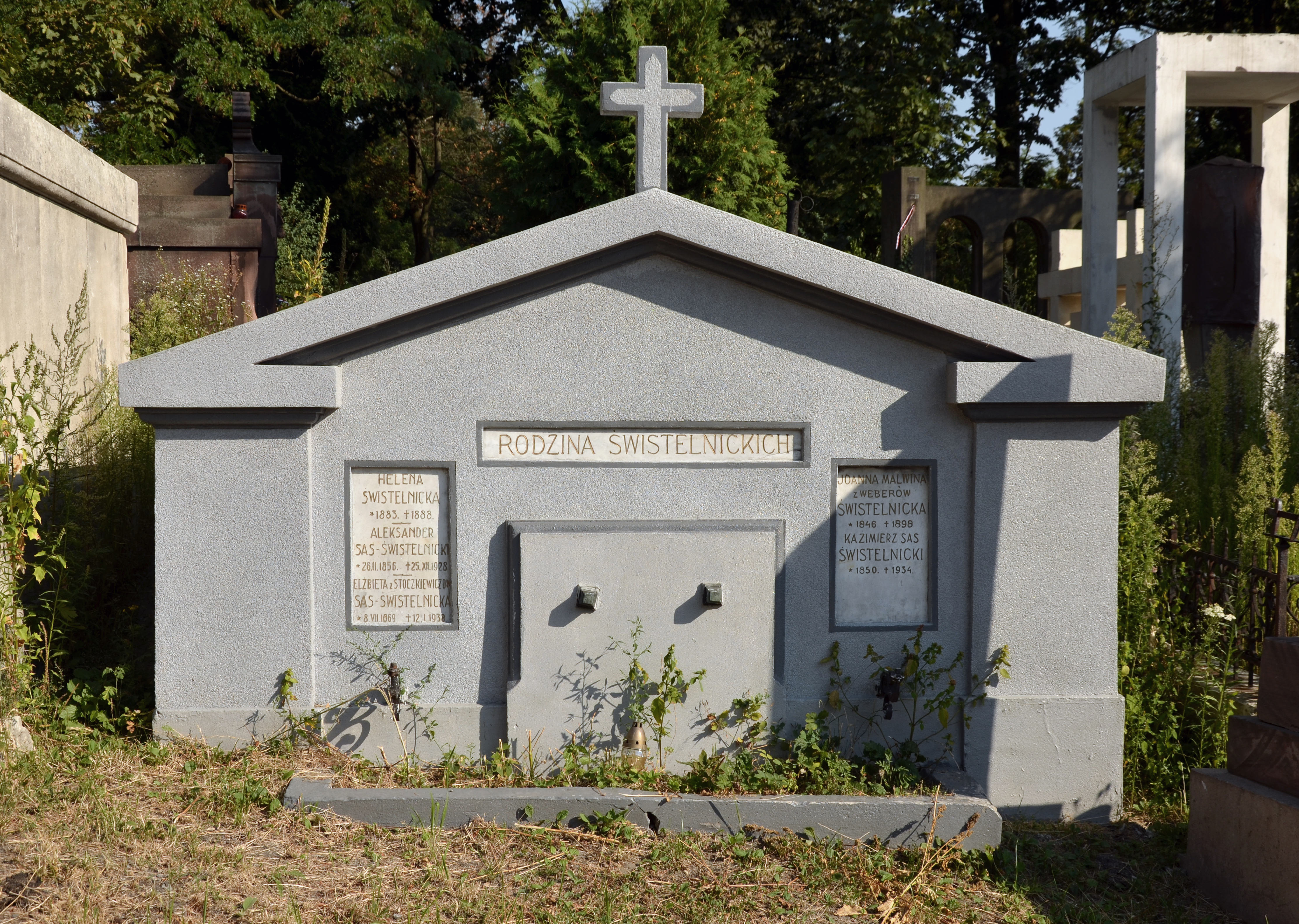
Nagrobek rodziny Świstelnickich

Pochodził ze Lwowa. Był urzędnikiem kolejowym. W okresie zaboru austriackiego w ramach autonomii galicyjskiej jesienią 1913 został mianowany pracownikiem w sekcji konserwacji Lwów I w IX klasie rangi w dyrekcji lwowskiej kolei państwowych. Po odzyskaniu przez Polskę niepodległości w latach 20. pełnił funkcję oficjała dyrekcji lwowskiej Kolei Państwowych.
2 maja 1923 został odznaczony Krzyżem Kawalerskim Orderu Odrodzenia Polski „za gorliwą i owocną pracę zawodową”.
Został pochowany w grobowcu rodzinnym na Cmentarzu Janowskim we Lwowie.